# Джанфранко Ґірлянда
Джанфранко Ґірлянда ТІ (італ. Gianfranco Ghirlanda; нар. 5 липня 1942, Рим) — італійський римо-католицький священик, єзуїт, доктор канонічного права, ректор Папського Григоріанського університету в 2004—2010 роках. Кардинал-диякон з 2022 року.

## Життєпис
Джанфранко Ґірлянда народився 5 липня 1942 року в Римі. У 1966 році здобув ступінь магістра юриспруденції в Римському університеті ла Сап'єнца. Під час студій працював на заводі Fiat.
У 1966 році вступив до Товариства Ісуса і закінчив богословські студії в Папському Григоріанському університеті. 24 червня 1973 року отримав свяченничі свячення. У 1978 році в Папському Григоріанському університеті здобув докторат з канонічного права. Упродовж 2004—2010 років був ректором Папського Григоріанського університету.
29 травня 2022 року під час молитви Regina Coeli Папа Франциск оголосив про іменування о. Джанфранко Ґірлянди ТІ кардиналом. Але оскільки йому на час офіційного проголошення під час консисторії виповниться 80 років, то він не матиме права брати участі в конклаві.
На консисторії 27 серпня 2022 року був проголошений кардинал-дияконом з титулом Сантіссімо-Номе-ді-Джезу.